# ارکیده خورشیدی سفید
ارکیده خورشیدی سفید (نام علمی: Thelymitra albiflora) نام یک گونه از سرده ارکیده‌های خورشیدی است.